# Grand sylvain
Limenitis populi
Espèce
Le Grand sylvain (Limenitis populi) est une espèce paléarctique de lépidoptères (papillons) de la famille des Nymphalidae et de la sous-famille des Limenitidinae.

## Description
C'est un grand papillon, l'envergure du mâle va de 70 à 80 mm. Le dessus est brun-noir à gris ardoisé barré d'une bande médiane blanche, bordé d'une ornementation en feston soulignée d'orange.
Le verso est orange orné d'une ligne de taches blanches et bordé de la même ornementation en double feston.

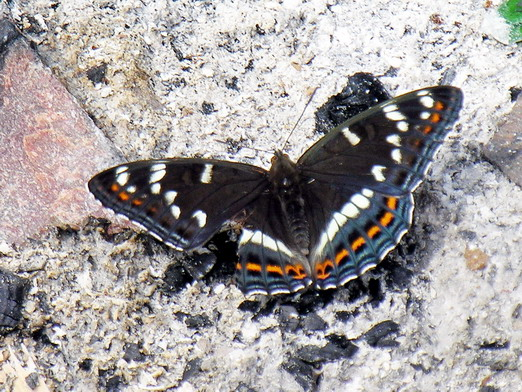
Grand sylvain - Femelle
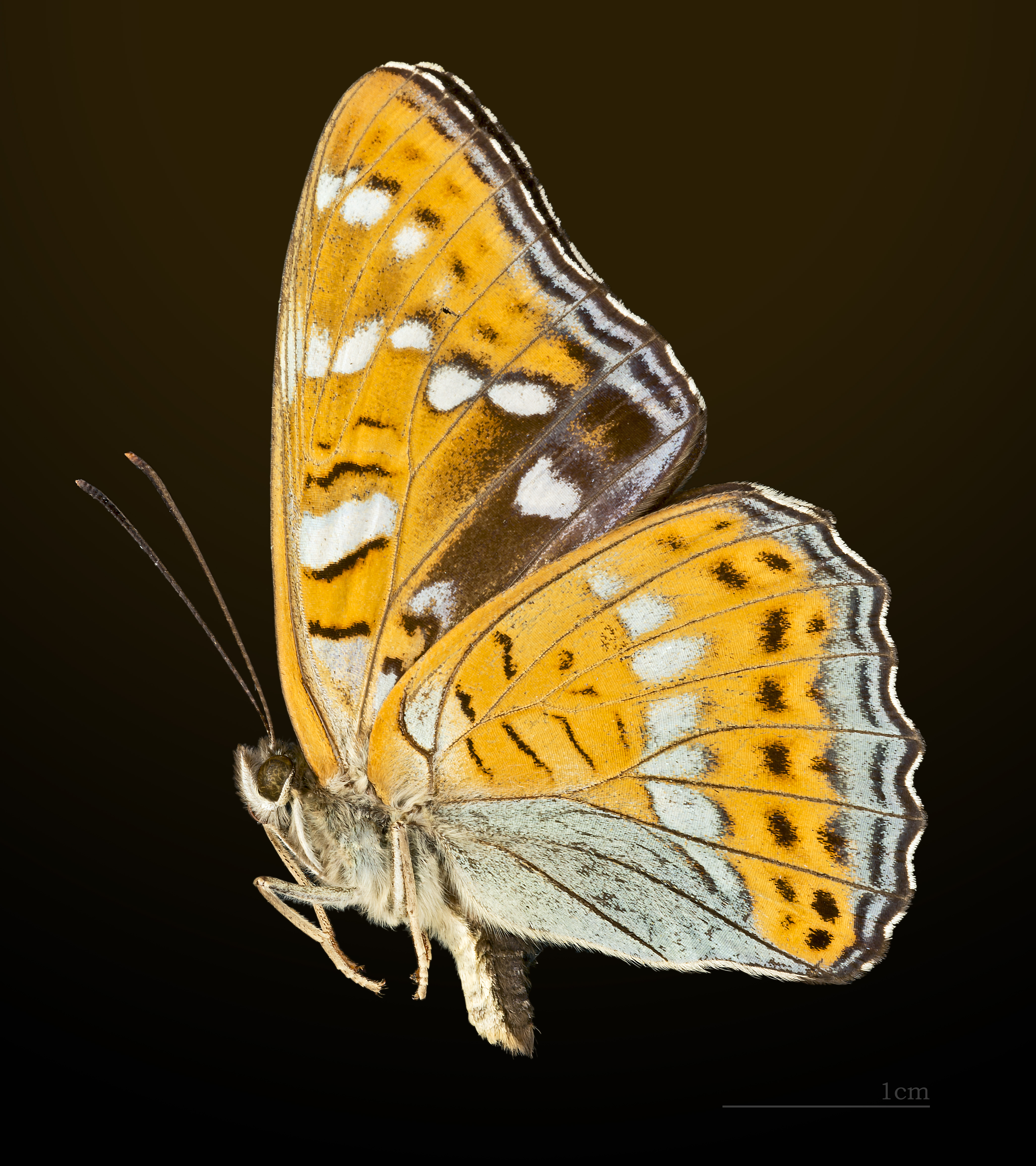
Revers
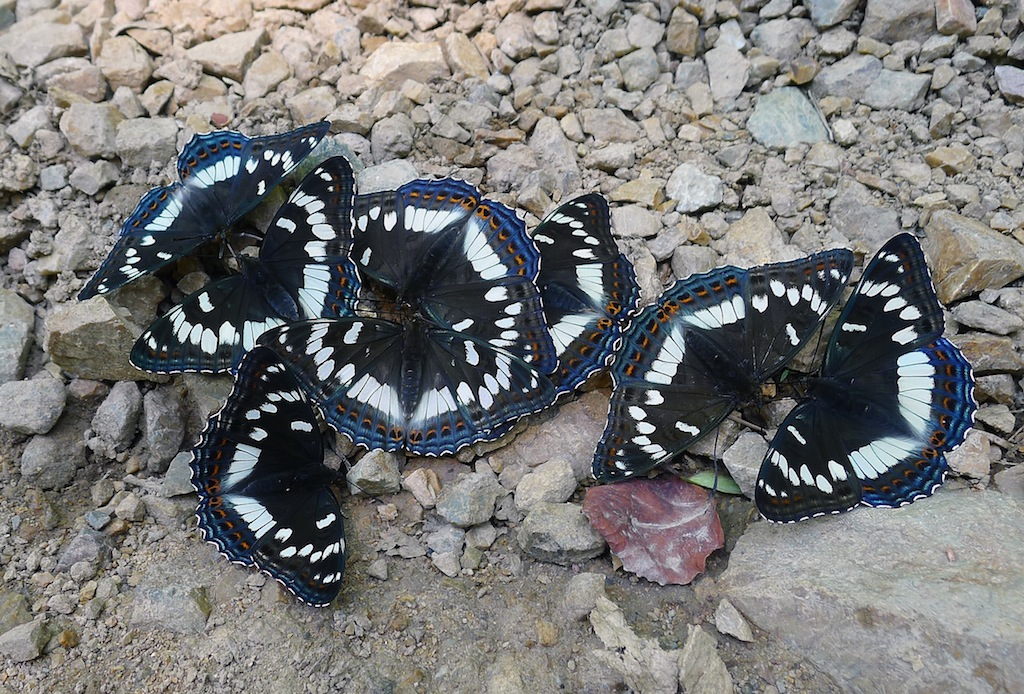
Limenitis populi ussuriensis

### Chenille
La chenille est verte avec des taches marron et une paire de bandes latérales de couleur ocre. La tête est brune avec deux courtes excroissances dorsales alors que le mésothorax porte deux grands scoli.

### Espèces proches
Ses couleurs et leurs disposition peuvent évoquer le mâle de la carte géographique (Araschnia levana), mais ce dernier papillon est deux fois plus petit.

## Biologie
Les œufs sont pondus un à la fois sur le dessus des feuilles et leur incubation dure environ 12 jours.
La chenille est visible d'août à mai, avec hibernation au 3e stade. La chenille accroche sa chrysalide sur une feuille ou un rameau.

### Période de vol et hivernation
Le papillon vole en une génération pour une durée de 8 à 12 jours entre fin mai et fin juillet.
Son vol plané caractéristique, exclusivement dans les canopées sauf quand le mâle descend rechercher les flaques d'eau et les matières en décomposition, tandis que la femelle préfère la sève des arbres. C'est un des papillons qu'on peut voir venir s'alimenter au sol sur des excréments, sur des zones ouvertes, humides et ensoleillées.

### Plantes-hôtes
La plante-hôte principale est le tremble Populus tremula. Ce peut être aussi d'autres peupliers comme Populus nigra, Populus balsamifera.

## Écologie et distribution
Une remarquable étude a été publiée par Jacques Boudinot.
On le trouve depuis le centre et l'est de l’Europe jusqu'au Japon.
En Europe, il est absent du sud (Espagne, Italie) et du nord (Angleterre, Scandinavie). En Belgique, où il est considéré "en danger critique", il est devenu très rare et localisé à quelques forêts du sud du sillon Sambre-Meuse. Il semble également au bord de l'extinction au Luxembourg.
En France métropolitaine, il est en fort déclin, rare ou a récemment disparu (par exemple en Picardie) de presque tout l'ouest et du sud-ouest ainsi que du pourtour méditerranéen (sauf des Alpes-Maritimes).

### Biotope
Il réside dans les forêts mixtes où la plante hôte de sa chenille est présente, les clairières de grands massifs boisés comprenant des peuplements de trembles (ou dans certains pays d'autres peupliers), les chemins forestiers bordés de grands arbres aux canopées jointives, avec sol localement frais et humide.

## Systématique
L'espèce Papilio populi a été décrite par le naturaliste suédois Carl von Linné en 1758, sous le nom initial de Papilio populi; replacé dans le genre Limenitis par Fabicius en 1807.

### Synonymie
- Papilio populi Linné, 1758 Protonyme
- Papilio tremulae Esper, 1800[8]
- Papilio semiramis Schrank, 1801[9]
- Limenitis populi rilocola Seitz, 1908[10]
- Limenitis populi goliath Fruhstorfer, 1908[11]
- Limenitis populi eumenius Fruhstorfer, 1908[12]
- Limenitis populi ab. defasciata Schultz, 1908[13]
- Limenitis populi ab. monochroma Gillmer, 1909[14]
- Limenitis populi ab. helena[15]
- Limenitis populi ab. bifulvata Cabeau, 1926[16]
- Limenitis populi ab. excelsior Reiss, 1942[17]
- Limenitis populi ab. minor Caruel, 1947[18]
- Limenitis populi ab. infranigrans Verity, 1950[19]

### Sous-espèces
- Limenitis populi populi en Europe.
- Limenitis populi batangensis Huang, 2001
- Limenitis populi bukovinensis Hormuzaki, 1897 en Ukraine et Moldavie.
- Limenitis populi enapius Fruhstorfer, 1908 dans l'ouest de la Sibérie.
- Limenitis populi fruhstorferi Krulikowsky, 1909
- Limenitis populi szechwanica Murayama, 1981
- Limenitis populi ussuriensis Staudinger, 1887[2]

## Noms vernaculaires
- En français : le Grand sylvain, ou plus rarement la Nymphale du peuplier[20].
- En anglais : Poplar Admiral[21].
- En allemand : Großer Eisvogel[22].

## Protection
En France, il est protégé dans la région Île-de-France.
Il est en forte et rapide régression depuis les années 1970-1980. Plusieurs causes sont évoquées : l'usage abondant des pesticides (qu'on retrouve dans l'air, dans les pluies et les rosées), mais surtout les modifications des forêts, en particulier le recul des trembles au profit d'autres espèces commercialement plus intéressantes, le nettoyage excessif des lisières, la disparition des clairières, l'augmentation du nombre de routes fragmentant les forêts et ouvertes à la circulation (⇒ collision avec les véhicules ou roadkill)